# Cumulus

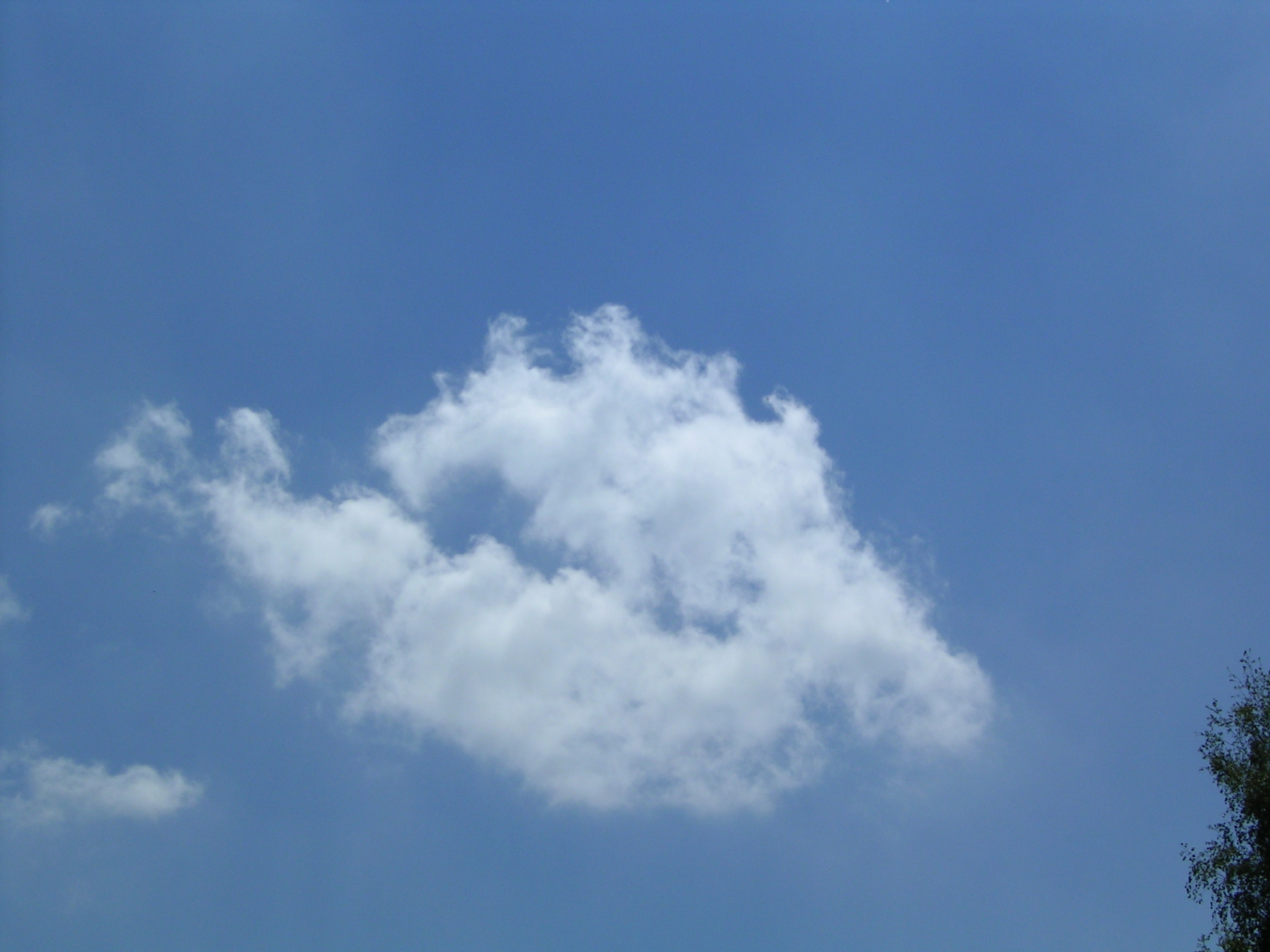
Cumulus in der Entstehungsphase

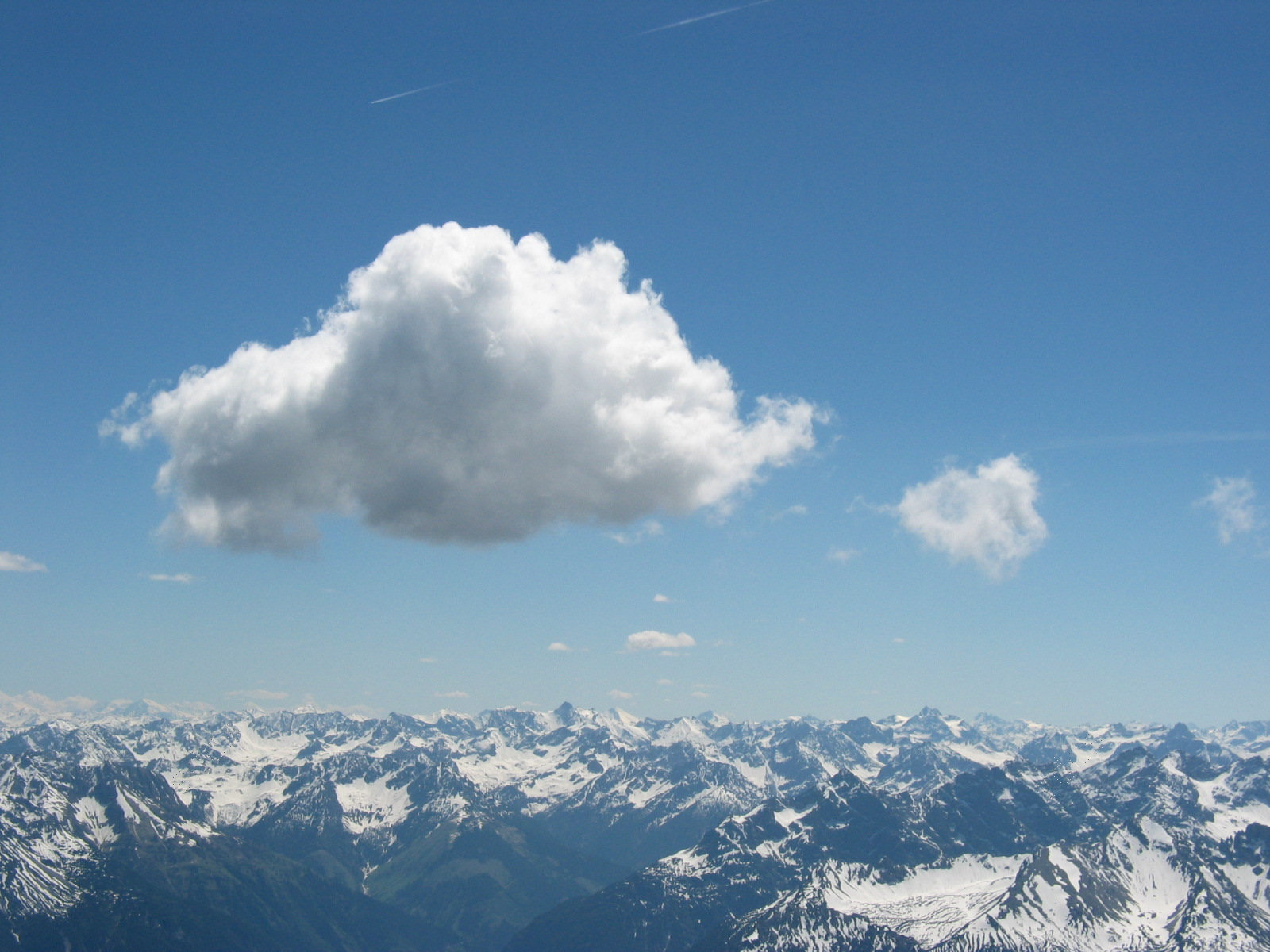
Cumulus humilis

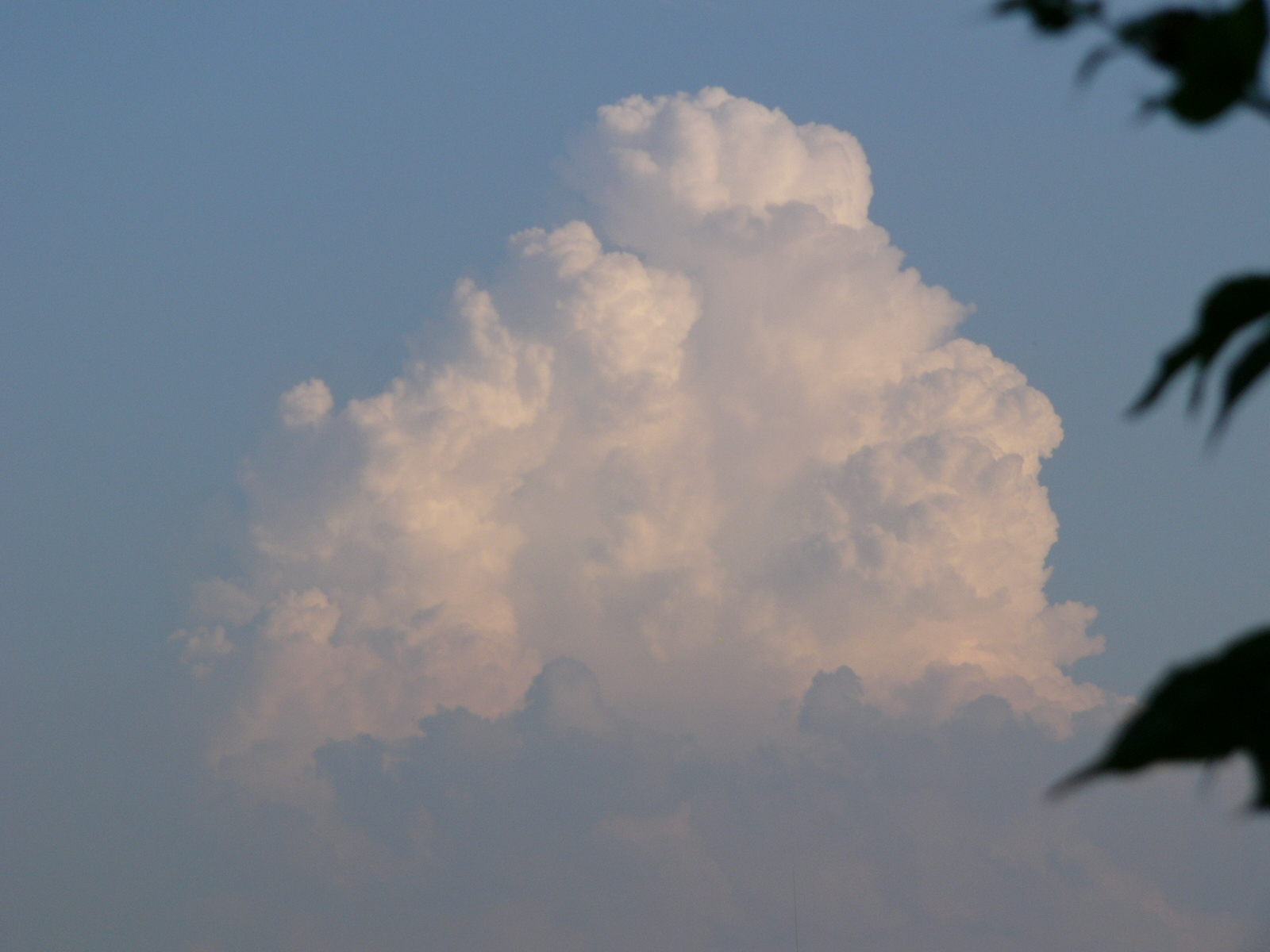
Cumulus mediocris

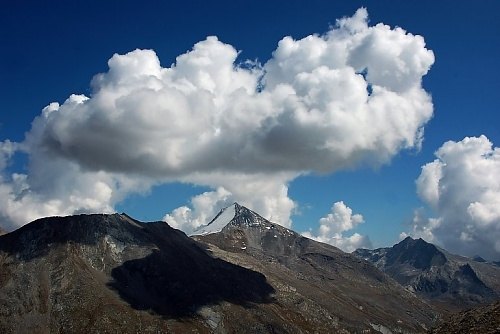
Ortskonstanter Cumulus über dem Stellihorn, Wallis

Cumulus (lat. Anhäufung, Abk.: Cu) oder auch Kumulus ist die Bezeichnung einer Wolkenform. Der gemeinsprachliche Begriff dazu ist Haufenwolke oder Quellwolke. Die klassische, unverwechselbare „Bilderbuchwolke“ mit ihrer flachen Unterseite und strahlend weißen Blumenkohlköpfen auf der Oberseite besteht aus Wassertröpfchen und ist in den unteren Wolkenstockwerken anzutreffen.

## Entstehung
Cumuluswolken treten meist bei sonnigem Wetter auf, wenn die Luft etwas feuchter ist. Sie entstehen durch lokal begrenzten Aufwind, wie Thermik oder orografisch bedingten Hangaufwind: Luftmassen steigen auf, dehnen sich aus und kühlen dabei ab. Ab einer bestimmten Höhe, wenn der Taupunkt erreicht ist, kondensiert die mitgeführte Feuchtigkeit. Aus diesem Grund ist die Unterseite der Cumuluswolken flach und auch die Unterseiten der Wolken in der Umgebung befinden sich – gleiche Wetterverhältnisse bzw. Luftschichtung vorausgesetzt – etwa in der gleichen Höhe.
Für Segelflieger, Gleitschirm- und Hängegleiterpiloten sind Cumuluswolken Anzeiger von Aufwinden.
Am frühen Morgen können sie als Indiz gewertet werden, dass sich Gewitter bilden werden. Meistens entstehen Cumuluswolken erst im Tagesverlauf, wenn die Sonne den Boden genügend aufgeheizt hat. Bei genügend großer Luftfeuchtigkeit und Konvektion entwickeln sich aus dem Cumulus Cumulonimbuswolken. Anzeichen dafür ist eine turmartige Form der Wolken. Sind die Wolken eher kugelig, ist nicht genügend Luftfeuchtigkeit für die Gewitterbildung vorhanden oder Sperrschichten verhindern ihre weitere vertikale Ausdehnung. Aus mächtigen Cumuluswolken (Cumulus congestus) kann es auch regnen, allerdings nur in geringen Mengen und nicht anhaltend. Es kommen dabei weder Blitz noch Donner vor.
Häufig lösen sich Cumuluswolken in der zweiten Nachthälfte wieder auf.

## Aufbau und Erscheinungsform
Cumulus (Cu) sind dichte, scharf voneinander abgegrenzte Wolken. Im Gegensatz dazu haben Stratocumulus-Wolken zusammengewachsene Strukturen. Die meisten typischen Cumulus-Wolken weisen an der Unterseite eine glatte horizontale Grenze auf, die schattig und verhältnismäßig dunkel erscheint. Darüber wölben sich schneeweiße „Blumenkohlköpfe“, die eine stark bauschige Gestalt aufweisen. Der schattige Fuß der Wolke kann bei hohem Wasserdampfgehalt der Luft in nur wenigen Hundert Metern Höhe über dem Erdboden liegen. Der von der Sonne leuchtend weiß beschienene obere Bereich befindet sich meist noch im tiefsten der drei Wolkenstockwerke, nämlich in einer Höhe zwischen 600 m und 2 km, kann aber auch (wie bei Cumulus congestus) bis zu 6 km in die Höhe reichen. Als hohe Quellwolken zeugen sie von starken Aufwärtsbewegungen der Luft.
Cumulus-Wolken sind reine Wasserwolken (im Gegensatz zu den Eiswolken höherer Regionen) und weisen in ihrem Inneren Temperaturen von −10 °C bis 0 °C auf.
In der Meteorologie werden ihrer Größe nach vier Arten der Cumulus-Wolke unterschieden:
1. Cumulus congestus (Cu con) (lat. „angehäuft“) stellen in der Entwicklung der Haufenwolken das nächste Stadium dar. Man erkennt sie an massig aufgeblähten Gipfeln und scharfen Umrissen, wobei die Wolke auf Grund starker Konvektionsströme in Höhen bis zu 6 km reicht, so dass C. congestus vom Erdboden aus höher als breit erscheint. Eine nachhaltige Wetterverschlechterung mit Schauern und Windböen ist in Mitteleuropa binnen weniger Stunden zu erwarten, wenn Congestuswolken aus südwestlicher Richtung heranziehen. Damit sind sie der Wetterphase 5 (Wetterumschlag) zuzuordnen. Sie können die Vorstufe eines Cumulonimbus (Cb) sein, einer der typisch sommerlichen Gewitterwolken, die sich durch einen ambossartigen Ausbruch am Oberrand auszeichnen. In der Luftfahrt werden Cumulus congestus auch als Towering Cumulus (TCU) bezeichnet.
2. Cumulus humilis (Cu hum) (lat. „schwach, gering“) sind die kleinsten Vertreter ihrer Art. Es handelt sich um kleine, flockige und meistens großräumig auftretende Schönwetterwolken der Wetterphase 1 (mittleres Schönwetter). Sie entstehen bei relativ schwacher Konvektion und haben deshalb nur eine geringe Höhenausdehnung (600 m bis 1 km). Dem Betrachter erscheinen sie vom Erdboden aus meist breiter als hoch.
3. Cumulus mediocris (Cu med) (lat. „mäßig“) sind mittelhohe (600 m bis 1,2 km) Wolkenhaufen der Wetterphase 2 (gesteigertes Schönwetter). Sie bilden häufig eine kurzlebige Übergangsform zwischen dem geringer entwickelten C. humilis und dem stärker aufgequollenen C. congestus und weisen nur schwache Quellungen an der Oberseite auf. Dieses Stadium der Wolkenentwicklung wird in Mitteleuropa meist erst am Nachmittag erreicht. Sie sind häufig nach einem Kaltfrontdurchgang sichtbar. Je früher es eintritt, desto größer ist die Wahrscheinlichkeit, dass ein Gewitter auftritt. Vom Erdboden aus scheinen diese Wolken ebenso hoch wie breit.
4. Bei stärkerem Wind können Haufenwolken auseinandergerissen werden. Man bezeichnet diese Wolkenfetzen, die rasch und mit sich ständig ändernden Umrissen über den Himmel getrieben werden, als Cumulus fractus (Cu fra) (lat. „zerbrochen“). Sie sind typisch für die Wetterphase 6 (Wetterberuhigung).

Einzige Unterart ist Radiatus (lat. „strahlenförmig“). Für Sonderformen, Begleit- und Mutterwolken siehe den Artikel Wolke.
Bei ausreichender Windstärke organisieren sich die Aufwindfelder und somit die Cumuluswolken in Aufreihungen oder Wolkenstraßen parallel zur Windrichtung.